# گرین کیرانس
گرین کیرانس (انگلیسی: Grainne Kierans؛ زادهٔ ۲۰ سپتامبر ۱۹۷۸) بازیکن فوتبال اهل جمهوری ایرلند است.
از باشگاه‌هایی که در آن بازی کرده‌است می‌توان به تیم فوتبال زنان آرسنال اشاره کرد.
وی همچنین در تیم ملی فوتبال زنان جمهوری ایرلند بازی کرده‌است.